# Alantsilodendron glomeratum
Alantsilodendron glomeratum är en ärtväxtart som beskrevs av Villiers. Alantsilodendron glomeratum ingår i släktet Alantsilodendron och familjen ärtväxter. Inga underarter finns listade i Catalogue of Life.